# Israel i Egypten
Israel i Egypten, originaltitel Israel in Egypt (HWV 54) är ett oratorium av Georg Friedrich Händel. Musikforskare tror att librettot är av Charles Jennens. Texterna är huvudsakligen hämtade från Andra Mosebok och Psaltaren, de delar i Gamla Testamentet i Bibeln som är skrivna på hebreiska. 
Oratoriet hade premiär på King's Theatre i London den 4 april 1739. Händel påbörjade det strax efter att operasäsongen vid King's Theatre plötsligt avslutats på grund av för få abonnenter. Israel i Egypten blev inte särskilt väl mottaget av publiken, men omnämndes i tidningen The Daily Post. Det andra framförandet kortades ner och körsatserna kompletterades med italienska arior.
En del av Israel i Egypten brukar anses vara den äldsta ännu existerande inspelningen av musik. På inspelningen sjunger flera tusen sångare "Moses and the Children of Israel" i Kristallpalatset i Hyde Park  vid "Crystal Palace Handel Festival" den 29 juni 1888, inspelad på en Edison fonografcylinder av George Gouraud. Tidens beränsade inspelningsteknik, antalet sångare, avståndet mellan sångarna och inspelningsutrustningen samt akustiken i Crystal Palace, medförde att kvaliteten är låg men det som finns bevarat är dock identifierbart och ger en bild av hur framförandet lät och av Händelfestivalfenomenet.